# Bob McDill
Robert Lee (Bob) McDill (Walden, 4 april 1944) is een Amerikaans songwriter. Hij schreef 30 liedjes die op nummer 1 terechtkwamen van Billboards Hot Country Singles. In 1985 werd hij opgenomen in de Nashville Songwriters Hall of Fame.

## Biografie
McDill werd geboren in Walden, net buiten de stad Beaumont in Texas. Hij schrijft al sinds jongs af muziek en zong met zijn broertje gospelmuziek terwijl zijn moeder pianospeelde. Op zijn veertiende kreeg hij zijn eerste gitaar en tijdens zijn jeugd trad hij op in bandjes en muziekgroepen.
Terwijl hij van 1962 tot 1966 naar de Lamar-universiteit in Beaumont ging, speelde hij in de folkgroep Newcomers en leerde hij platenproducent en songwriter Allen Reynolds kennen. Toen hij erna naar de marine was gegaan, correspondeerde hij met Reynolds over het schrijven van muziek. Ook stuurde hij hem liedjes toe. Dankzij Reynolds maakte McDill in 1967 zijn platendebuut als songwriter met het lied The happy man met als zanger Perry Como. Een jaar later volgde Black sheep door Sam the Sham & the Pharaohs en verder kwamen liedjes van hem op verschillende albums terecht.
Na zijn diensttijd bij de marine kwam McDill eerst terug in Beaumont en trok hij vervolgens verder naar Memphis. De eerste twee jaar werd geen werk van hem uitgebracht waardoor zijn spaargeld langzaamaan opraakte. Vanaf een gegeven moment werkte hij voor een klein uitgeverskantoor dat werd opgekocht door Jack Clement. Toen Clement het kantoor naar Nashville verplaatste, reisde McDill hem na. In die tijd verdiende hij 25 dollar per week, terwijl hij rond wist te komen vanwege de gratis logies die Clement voor hem had geregeld. Net als veel anderen geloofde hij in die tijd nog dat Nashville het mekka zou worden van de rock- en popmuziek.
In Nashville kwam McDill in contact met countryzanger Don Williams en countryproducent Garth Fundis. Naast hun invloeden op hem, veranderde er veel in zijn denken sinds hij het lied Good year for the roses had gehoord. Toen drong volgens hem pas door wat countrymuziek precies is. Verder was het een grote onthulling voor hem dat iemand alleen countrymuziek kan schrijven wanneer hij er ook daadwerkelijk zelf van houdt.
Zijn eerste countrynummer schreef hij samen met Reynolds en was Catfish John. Het was ook meteen zijn eerste countryhit nadat Johnny Russell het op een plaat had uitgebracht. Ondertussen verhoogde Clement zijn loon naar 100 dollar per week zodat hij zich alleen nog maar op muziek schrijven hoefde te richten. Vele hits volgden, met bij elkaar 30 nummer 1-hits in Billboards Hot Country Singles, waaronder bijvoorbeeld Why don't you spend the night. Ook brachten artiesten veel van zijn nummers uit op hun muziekalbums.
McDill schreef uiteindelijk werk dat door een groot aantal artiesten op een plaat is gezet, onder wie Crystal Gayle, Alan Jackson, Anne Murray, Jerry Lee Lewis, Waylon Jennings en een aantal malen door Don Williams (zoals Amanda, I believe in you, Why don't you spend the night, If Hollywood don't need you, West Texas woman en Another place, another time). Williams wijdde in 1986 zelfs een elpee aan zijn werk, getiteld (Don Williams) Sings Bob McDill. Ook schreef hij de laatste top 10-hit die Williams had in 1991, Lord have mercy on a country boy.
Hij werd door verschillende organisaties uitgeroepen tot Songwriter van het Jaar en in 1985 opgenomen in de Nashville Songwriters Hall of Fame.
- MusicBrainz: 80131304-1a16-436a-ae89-681a1af99c93
- Nationale Bibliotheek van Tsjechië: xx0108865
- Virtual International Authority File: 100149196275474790856